# 편집 충돌
편집 충돌은 여러 편집자들이 동일한 항목을 동일한 시간에 편집하지 못하는 컴퓨터 문제이다. 이 문제는 위키나 분산 데이터 시스템에서 마주치게 된다. 편집 충돌은 공유 중인 문서가 한 명 이상의 사람이 동시에 편집하려고 할 때라든지, 시도되는 변경사항이 서로 호환되지 않는 것으로 처리될 때 발생한다. 한 사람이 문서를 편집하려고 시도하지만 새로운 판을 저장하려고 하면 다른 사람이 이미 간섭 시간에 문서를 수정했기 때문에 편집 충돌 오류 메시지가 나타나게 되며, 시도된 편집과 이미 편집된 편집 간의 차이가 발생한 것이므로 수동으로 해결해야 한다.
이 문제는 위키백과와 같은 편집이 잦은 문서를 작업할 때 발생할 수 있는데, 이를테면 뉴스에 갑자기 등장한 현행 사건이나 인물, 트래픽이 높은 페이지에 대한 것을 들 수 있다.
또, 편집 충돌은 두 명 이상의 편집자가 구글 사이트에서 작업할 때 발생할 수 있으며, 게다가 두 명 이상의 사용자가 파일 잠금이 없는 버전 관리 시스템에서 동일한 파일을 동시에 편집할 때에도 발생할 수 있다.

## 같이 보기
- 아파치 서브버전